# University of Mississippi Women's Volleyball
La University of Mississippi Women's Volleyball è la squadra pallavolo femminile appartenente alla University of Mississippi, con sede a Oxford (Mississippi): milita nella Southeastern Conference della NCAA Division I.

## Storia
Il programma di pallavolo femminile della University of Mississippi viene fondato nel 1976 e tre anni dopo, nel 1979, si affilia alla Southeastern Conference: nel corso degli anni le Rebels fanno qualche sporadica apparizione nel torneo di NCAA Division I e si aggiudicano il National Invitational Volleyball Championship 2017.

## Palmarès
- NIVC: 1

2017

## Record
| Piazzamento |   | Edizione                              |
| ----------- | - | ------------------------------------- |
| Tornei NCAA | 5 | Secondo turno: 1 2024                 |
| Tornei NCAA | 5 | Primo turno: 4 2006, 2007, 2010, 2021 |

## Conference
- Southeastern Conference: 1979-

## All-America

### Third Team
- Regina Thomas (2010)

## Allenatori
- Lin Dunn: 1976
- Cheryl Holt: 1977
- Jeanne Taylor: 1978-1984
- Al Givens: 1985
- John Blair: 1986-2001
- Joe Getzin: 2002-2013
- Steven McRoberts: 2014-2019
- Kayla Banwarth: 2020-2022
- Breanna Henry: 2022-